# Sarathropezus conicipennis
Sarathropezus conicipennis is een keversoort uit de familie boktorren (Cerambycidae). De wetenschappelijke naam van de soort is voor het eerst geldig gepubliceerd in 1893 door Kolber.